# دالوپوتا
دالوپوتا (به لاتین: Dalupota) یک منطقهٔ مسکونی در سری‌لانکا است که در استان مرکزی (سری‌لانکا) واقع شده‌است.